# Пшеничний Михайло Володимирович
Михайло Володимирович Пшеничний (нар. 5 серпня 1989, Київ, Українська РСР) — український і російський актор театру та кіно.

## Походження та навчання
Михайло Пшеничний народився в 1989 році в Києві. У середніх класах школи він виступав на шкільній сцені, був ведучим різних заходів, однак актором бути не планував.
|  | «Я не мріяв стати актором з самого дитинства. Я хотів бути спортсменом або програмістом, а потім одного дня подивився церемонію нагородження «Оскар» і побачив неймовірно щасливих людей. Тоді я подумав, що хочу бути таким же радісним і проявляти такі ж позитивні емоції щодо своєї професії». |

У 2010 році він закінчив курс народного артиста Юрія Мажуги Київського національного університету театру, кіно і телебачення імені Івана Карпенко-Карого.

## Творчість
З 2007 року Михайло Пшеничний знімається в кіно. Перші його ролі в кіно — серіальні. Спочатку це були епізоди або ролі другого плану, але вже скоро акторові доручають грати помітніших героїв. Артист дебютував у мелодрамі «Колишня».
У 2008 році почав працювати актором Київського академічного театру на Липках. Через два роки Михайло Пшеничний перейшов до Київського академічного Молодого театру. Хоча ще з 2008 року паралельно виступав на сцені Українського малого драматичного театру, а з 2010 року — ще й Київського академічного театру драми і комедії на лівому березі Дніпра.
З 2012 року живе і працює в Москві. І відразу він знявся у п'яти фільмах: «Наречена мого друга» і «Скриня Пандори». Цього ж року Михайло Пшеничний з'явився в образі кардіолога в серіалі «Костоправ», а також у гучному проєкті «Єфросинія». У 2022 році, з початком повномасштабного вторгнення Російської Федерації в Україну, разом з сім'єю залишив кар'єру у Москві та працює на європейських театральних та кіно-майданчиках.  

### Ролі в театрі
Театр драми і комедії на лівому березі Дніпра
- «Повернення блудного батька» Ілля Ноябрьов — Сусід (2010);
- «Так закінчилося літо…» за романом І. Шоу «Люсі Краун» — Тоні дорослий (2011);
- «Пізно лякати…» за п'єсою В. Сигарева «Сонечка повертаються на землю» — Аркаша (2011);
- «Гості нагрянуть опівночі» за п'єсою Артура Міллера «Прощання Дон Жуана» — Істукан (2011);
- «Безхребетність» за п'єсою І. Лаузунд — Крецьки (2012);
- «Ах мій милий Августин» за казкою Ганса Андерсена — Винахідник (2012);
- «Голубчики мої!..» за творами Федора Достоєвського і А. Володіна (2006);

### Ролі в кіно
- 2019 — Колишні (Росія, Україна, короткометражний, у виробництві)
- 2018 — Челночніци. Продовження — Роман Луганський, репетитор з англійської
- 2018 — Тінь — Антон
- 2018 — Дві матері — Андрій Завадський (головна роль)
- 2018 — Волоський Горішок — Влад
- 2018 — Попереду день — Ігор
- 2018 — Берізка — Володя Рибников (головна роль)
- 2017 — Срібний бір — Павло Архипов
- 2017 — Секрет неприступної красуні — В'ячеслав Соколов, батько Артема (головна роль)
- 2017 — Рецепт кохання — Антон Красовський, бізнесмен (головна роль)
- 2017 — Спокута — Роман Сомов (головна роль)
- 2016 — Поранене серце — Макс Поверєнов, архітектор (головна роль)
- 2016 — Простіше простого — Олексій Бакушев (головна роль)
- 2016 — Після тебе — епізод
- 2016 — Моя чужа дитина — Єгор (головна роль)
- 2015 — Я знаю твої секрети — Євген Скворцов, опер, капітан (головна роль)
- 2015 — Сережка Казанови — Женя (головна роль)
- 2015 — Заборонене кохання — Микита Лебедєв, чоловік Лариси (головна роль)
- 2015 — Мешканець (короткометражний) — Міша (головна роль)
- 2015 — Погляд з минулого — Олег Кравцов, власник автомайстерні (головна роль)
- 2014 — Приватний детектив Тетяна Іванова — Микита Шубін, син Шури (у фільмі № 5 «Вінець безшлюбності», у фільмі № 6 «Материнський інстинкт»)
- 2014 — Трубач — Вадим Іванович, помічник Сергія Петровича
- 2014 — Суча війна — Льова Грач (головна роль)
- 2014 — Плем'яшка — Андрій Гладишев (головна роль)
- 2014 — Місяць — Олексій Ушаков
- 2014 — Якщо ти не зі мною — Олексій Сєдов (головна роль)
- 2014 — Будинок з ліліями — Костянтин (Котя), син Говорових
- 2014 — Довгий шлях додому — Андрій Добринін (головна роль)
- 2014 — Давай поцілуємося — Микола Хлєбніков (Бонд)
- 2014 — Рік в Тоскані — Майк Дягілєв, популярний актор (головна роль)
- 2014 — У полоні обману — Ігор Орлов (головна роль)
- 2014 — Вітер в обличчя — Гоша, менеджер бутіка
- 2013 — Пізнє каяття — Веселовський, лікар
- 2013 — Параджанов — Олександр, інформатор КДБ
- 2013 — Криве дзеркало душі — Артур Кислов, син мера
- 2013 — Подвійне життя — Антон, колега Ніни
- 2013 — Два Івани — Іван Агафонов (головна роль)
- 2013 — Даша — Міша, садівник
- 2012 — Наречена мого друга — Ігор Вєтров (головна роль)
- 2012 — Не бійся, я поруч
- 2012 — Моя велика родина — Ігор Трифонов, помічник Грима
- 2012 — Жіночий лікар — Максим (у 39-й серії «Що в імені тобі моєму…»)
- 2012 — Єфросинія — Руслан (3-й сезон)
- 2012 — Джамайка — Юрій Смирнов, слідчий
- 2011 — Скриня Пандори — Макс (головна роль)
- 2011 — Костоправ — Ігор Тарасович Грицюк, кардіолог (1-3 та 5-12 серії)
- 2011 — Картина крейдою — епізод
- 2011 — Арифметика підлості — староста групи (немає в титрах)
- 2010 — Зозуля — епізод (немає в титрах)
- 2010 — Повернення Мухтара-6 — Сергій Шатров (у 86-й серії «Піцу замовляли?»)
- 2009 — Зовсім інше життя — епізод
- 2007 — Колишня — епізод

## Родина
Живе у шлюбі з актрисою Любавою Грешновою. Вони вже "одружувались" у серіалі «Наречена мого друга». У них є син.